# Стритч, Элейн
Эле́йн Стритч (англ. Elaine Stritch; 2 февраля 1925 — 17 июля 2014) — американская актриса и певица.

## Биография
Элейн Стритч родилась в Детройте, штат Мичиган, 2 февраля 1925 года в семье Джорджа Джозфа Стритча, работника авиационной корпорации, и его жены Милдред. Её родители были католиками, выходцами из Ирландии и Уэлса. Кардинал Сэмюэль Стритч, бывший архиепископ Чикаго, был одним из её дядей.
Образование Элейн получила в Новой школе Нью-Йорка, где она училась вместе с Марлоном Брандо и Беатрис Артур.
В 1946 году состоялся её дебют на Бродвее, положивший начало её долгой театральной карьере. В последующие годы она выступила в таких известных бродвейских постановках, как «На крыльях ангела», «Компания», «Позвони мне, мадам» и «Автобусная остановка».
Одновременно с театром Стритч начала появляться и на телеэкранах, где в 1950—1970 годах снялась в нескольких сериалах и телешоу, среди которых «Студия один», «Кульминация» и «На пороге ночи».
Её кинодебют состоялся в 1956 году, но по сравнению с её работой в театре и на телевидении, на большом экране актриса появлялась заметно меньше. Наиболее известные фильмы с её участием — «Провидение» (1977), «Кокон: Возвращение» (1988), «В открытом море» (1997), «Мелкие мошенники» (2000), «Осень в Нью-Йорке» (2000), «Если свекровь — монстр» (2005) и «Любовь и сигареты» (2005).
В 1973 году Стритч вышла замуж за британского актёра Джона Бэя и перебралась в Лондон, где продолжила работу в театре и на телевидении, а также стала участвовать в радиопередача на BBC. После смерти мужа от рака в 1982 году она вернулась на родину, где после нескольких лет затишья, из-за борьбы с алкоголизмом, она вновь стала выступать на Бродвее. За свою театральную карьеру она четыре раза номинировала на премию «Тони», а в 2001 году стала её обладательницей за собственное бродвейское шоу «Свобода Элейн Стритч».
В 1990-е годы у неё были роли в сериалах «Закон и порядок», «Третья планета от Солнца» и «Тюрьма Оз». Снималась в сериале «Студия 30», где играла Коллин Донаги. Эта роль в 2007 году принесла ей одну из трёх её премий «Эмми». Предыдущие она получила за телевизионную версию её шоу «Свобода Элейн Стритч» в 2004 году и за появление в «Законе и порядке» в 1993 году.
Элейн Стритч умерла 17 июля 2014 года в своём доме в городе Бирменгем, штат Мичиган, в возрасте 89 лет.

## Фильмография
| Год  |   | Русское название       | Оригинальное название | Роль         |
| ---- | - | ---------------------- | --------------------- | ------------ |
| 1956 | ф | Алый час               | The Scarlet Hour      | Филлис Рикер |
| 1987 | ф | Сентябрь               | September             | Диана        |
| 1988 | ф | Кокон: Возвращение     | Cocoon: The Return    | Руби Финберг |
| 2000 | ф | Мелкие мошенники       | Small Time Crooks     | Чи-Чи Поттер |
| 2000 | ф | Осень в Нью-Йорке      | Autumn In New York    | Долли        |
| 2005 | ф | Если свекровь — монстр | Monster-in-Law        | Гертруда     |
| 2005 | ф | Любовь и сигареты      | Romance & Cigarettes  | Грейс Мердер |

## Награды
- Эмми
  - 1993 — «Лучшая приглашённая актриса в драматическом сериале» («Закон и порядок»)
  - 2004 — «Лучшее исполнение в варьете или музыкальной программе» («Свобода Элейн Стритч»)
  - 2007 — «Лучшая приглашённая актриса в комедийном сериале» («30 потрясений»)

### На английском языке
- Bloom, Ken; Vlastnik, Frank; Lithgow, John (2007). Sitcoms: The 101 Greatest TV Comedies of All Time. Black Dog & Leventhal, 336 pages. ISBN 978-1-5791-2752-7. Pages 136–137.